# 189930 Jeanneherbert
189930 Jeanneherbert è un asteroide della fascia principale. Scoperto nel 2003, presenta un'orbita caratterizzata da un semiasse maggiore pari a 2,7915246 UA e da un'eccentricità di 0,1109042, inclinata di 4,89873° rispetto all'eclittica.